# Aristolochia pentandra
Aristolochia pentandra Jacq. – gatunek rośliny z rodziny kokornakowatych (Aristolochiaceae Juss.). Występuje naturalnie w Stanach Zjednoczonych (w Teksasie oraz na Florydzie) i Meksyku.

## Morfologia
Pokrójpnąca o zielnych i nagich pędach. Dorasta do 5 m wysokości.
LiścieSą potrójnie klapowane. Mają owalny lub grotowaty kształt. Mają 3–8 cm długości oraz 2–7 cm szerokości. Nasada liścia ma sercowaty lub strzałkowaty kształt. Z ostrym lub spiczastym wierzchołkiem. Ogonek liściowy jest nagi i ma długość 1–3 cm.
KwiatyZygomorficzne, pojedyncze. Mają brązowo-purpurową barwę. Dorastają do 10 mm długości i 2–3 mm średnicy. Mają kształt wyprostowanej tubki. Łagiewka jest kulista u podstawy.
OwoceTorebki o kulistym lub jajowatym kształcie. Mają 1,5 cm długości i 1–3 cm szerokości. Pękają u podstawy.

## Biologia i ekologia
Rośnie w miejscach otwartych i wilgotnych. Występuje na terenach nizinnych.